# Evergetoulas
Evergeloulas (Grieks: Ευεργετουλα) is een deelgemeente van de gemeente Lesbos op het Griekse eiland Lesbos en behoort tot de regio Noord-Egeïsche Eilanden. De deelgemeente grenst aan 5 andere deelgemeenten, te weten: Gera in het zuiden, Agiasos in het oosten, Agia Paraskevi in het noordwesten, Loutropoli Thermis in het noordoosten en Mytilini in het oosten. In het zuiden grenst de deelgemeente aan de Golf van Gera. Het hoogste punt is 510 meter op de deelgemeentegrens met Agiasos. Het gebied is zeer waterrijk met veel bronnetjes. De opbrengsten zijn landbouw, tuinbouw en vruchten.

## Plaatsen in de deelgemeente Evergetoulas
De deelgemeente Evergetoulas heeft 7 plaatsen volgens onderstaande tabel
| Naam plaats | Griekse spelling | inwoners 2001 | ligging               |
| ----------- | ---------------- | ------------- | --------------------- |
| Asomatos    | Ασωμάτος         | 328           | 39° 6′ NB, 26° 23′ OL |
| Ipio        | Ιππείους         | 900           | 39° 7′ NB, 26° 25′ OL |
| Kato Tritos | Κάτω Τρίτους     | 767           | 39° 5′ NB, 26° 26′ OL |
| Keramia     | Κεραμεία         | 446           | 39° 7′ NB, 26° 25′ OL |
| Lambou Myli | Λάμπου Μύλοι     | 164           | 39° 9′ NB, 26° 24′ OL |
| Mychou      | Μυχού            | 363           | 39° 5′ NB, 26° 26′ OL |
| Sykounda    | Συκούντια        | 368           | 39° 7′ NB, 26° 25′ OL |
|             | totaal           | 3.336         |                       |

## Bijzonderheden
AsomatosFabriek waar de harde dubbelgebakken broodjes worden gemaakt (een soort van beschuit, maar harder).
IpioNet buiten Ipio, bij "Mylelia", een gerestaureerde watermolen.
MychouGrot waar beelden uit de Hellenistische perioden zijn opgegraven.
Lambou MyliIn de richting naar Kalloni staat naar links aangegeven een aquaduct. Het ligt in een dalletje en diende voor de watertoevoer van Agiasos naar Mytilini. Het was een onderdeel van de waterroute waarvan in Moria nog een imposanter onderdeel van te vinden is.